# Prescott (Arizona)
Prescott es una ciudad ubicada en el condado de Yavapai en el estado estadounidense de Arizona. En el censo de 2010 tenía una población de 39 843 habitantes y una densidad poblacional de 370 personas por km².

## Historia
Tras su fundación en 1864, fue la capital del Territorio de Arizona desde 1864 a 1867 y de nuevo entre 1877 y 1889, momento en que fue trasladada a Phoenix.

## Geografía
Prescott se encuentra ubicada en las coordenadas 34°34′46″N 112°26′53″O / 34.57944, -112.44806. Según la Oficina del Censo de los Estados Unidos, Prescott tiene una superficie total de 107,68 km², de la cual 107,07 km² corresponden a tierra firme y (0,57%) 0,62 km² es agua. Se encuentra situada a 5300 pies (1615 m) de altitud, según consta en la señalización vertical a la entrada de la ciudad.

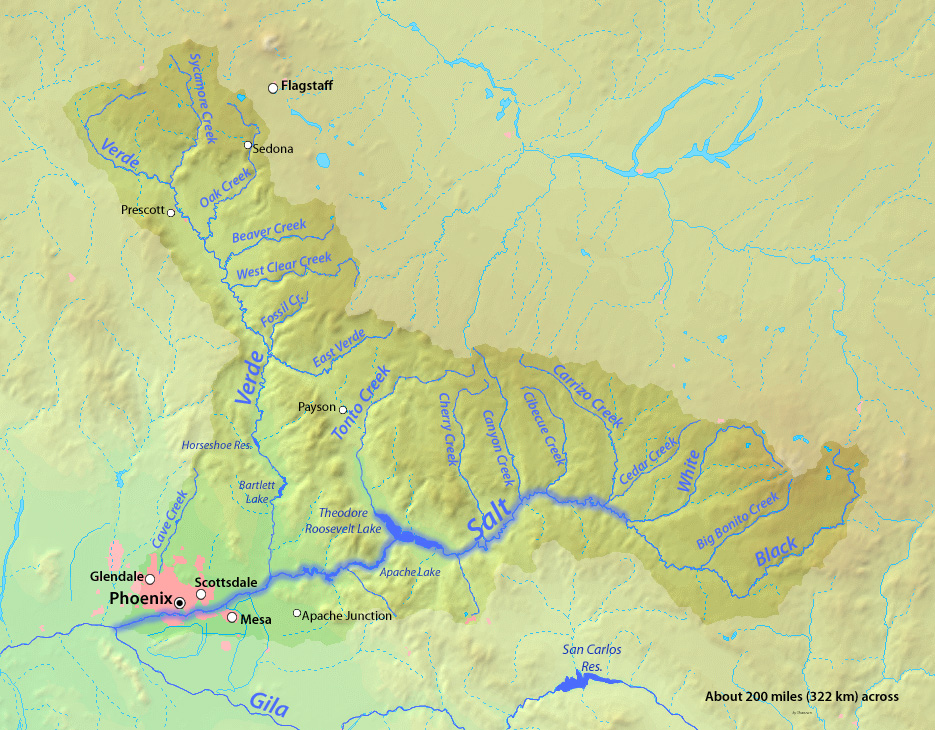
Prescott en un mapa del río Salt
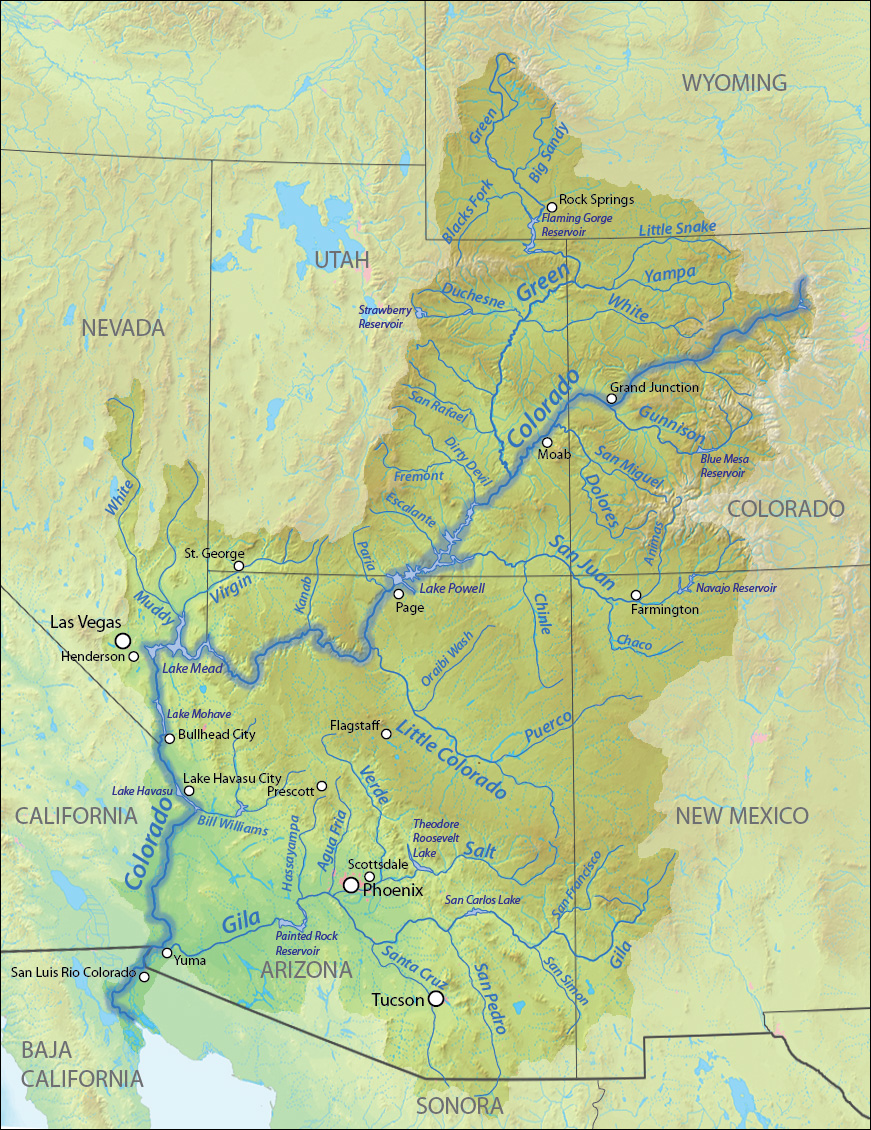
Prescott en un mapa del río Colorado

## Demografía
Según el censo de 2010, había 39.843 personas residiendo en Prescott. La densidad de población era de 370 hab./km². De los 39.843 habitantes, Prescott estaba compuesto por el 92,14% blancos, el 0,67% eran afroamericanos, el 1,13% eran amerindios, el 1,23% eran asiáticos, el 0,12% eran isleños del Pacífico, el 2,4% eran de otras razas y el 2,3% pertenecían a dos o más razas. Del total de la población el 8,64% eran hispanos o latinos de cualquier raza.

## Ciudades hermanadas
Prescott tiene un acuerdo de hermandad con 3 ciudades, 2 de ellas en América y otra en Europa:
- Caborca, Sonora, México
- Suchitoto, El Salvador
- Zeitz, Sajonia-Anhalt, Alemania